# Rob Cross
Robert (Rob) Cross (Pembury, 21 september 1990) is een Engels professioneel darter die uitkomt voor de PDC. Hij won op 1 januari 2018 het PDC World Darts Championship, nadat hij in de finale met 7-2 in sets won van Phil Taylor. Op zondag 28 juli 2019 won Rob Cross met de World Matchplay 2019 zijn tweede grote major bij de PDC. In een finale waarin Cross met 9-0 voorkwam, werd Michael Smith uiteindelijk met 18-13 verslagen.

## Carrière

### 2015
Cross probeerde zich in oktober 2015 te kwalificeren voor het BDO wereldkampioenschap 2016, maar verloor bij de laatste 64 in de kwalificatie. Tevens speelde hij de World Masters 2015, waarin hij bij de laatste 48 met 3-2 verloor van Darius Labanauskas.

### 2016
Cross verloor op de UK Open 2016 in de vierde ronde met 9-5 van Michael van Gerwen, die in die wedstrijd een 9-darter gooide. Hierna speelde hij in de PDC Challenge Tour, waarin hij vijf finales haalde. Hij won er drie. Mede daardoor eindigde hij dat jaar als eerste in de Order of Merit van de PDC Challenge Tour. Dat leverde hem een tourkaart op voor de PDC Pro Tour 2017.

### 2017
Cross behaalde de achtste finales van de UK Open 2017, waarin hij  met 10-6 verloor van Peter Wright. De week erop, op 11 maart in Barnsley, won hij zijn eerste titel bij de PDC door in de finale van het derde evenement van de Players Championships met 6-3 te winnen van Adrian Lewis. Hij won ook het twaalfde evenement van de Players Championships, op 21 mei in Milton Keynes. Hij won in de finale met 6-5 van Ian White. In evenement nummer 19 in Dublin won hij in de finale met 6-2 van Peter Wright, waarna hij evenement nummer 21 in Barnsley won door in die finale nogmaals Lewis te verslaan (6-3). Door deze resultaten kwam hij voor het eerst binnen in de top 32 van de Order of Merit.
Cross behaalde twee finales tijdens de PDC Europese Tour; die van de German Darts Grand Prix (waarin hij met 6-3 verloor van Van Gerwen) en die van de European Darts Trophy, waarin hij wederom van Van Gerwen verloor, ditmaal met 6-4.
Cross bereikte op 29 oktober 2017 voor het eerst een finale van een groot toernooi, die van het European Darts Championship. Hij verloor deze met 11-7 van Van Gerwen, die de Europese titel voor de vierde keer op rij won. Cross bereikte in december 2017 tijdens zijn debuut de finale van het WK 2018. Hij was hierin als 20ste geplaatst en bereikte de finale door overwinningen op Seigo Asada, Michael Smith (waarin Cross twee match-darts overleefde), John Henderson, Dimitri Van den Bergh en Michael van Gerwen (waarin Cross zes match-darts overleefde). Cross won in de finale met 7-2 in sets van zestienvoudig wereldkampioen Phil Taylor. Na afloop van de wedstrijd werden de tien deelnemers aan de Premier League Darts 2018 bekendgemaakt. Dankzij het winnen van de wereldtitel was Cross als nieuwe nummer drie in de PDC Order of Merit automatisch geplaatst. Cross werd vierde in de poule, waarna hij in de halve finale met 10-6 zijn meerdere moest erkennen in Michael van Gerwen.

### 2023
In januari ging Cross op The Masters langs Gary Anderson, Michael van Gerwen en Peter Wrigth. Daarmee bereikte hij de finale, die Chris Dobey met 11-7 wist te winnen.
Na in zijn carrière zeven maal een finale te hebben verloren op de Euro Tour, won Cross in mei 2023 de European Darts Grand Prix en daarmee zijn eerste Euro Tour-toernooi. In de finale versloeg hij Luke Humphries. De uitkomst van de finale en het daarmee gemoeide prijzengeld bepaalden, doordat zowel Humphries als Cross de finale wist te halen, wie er samen met Michael Smith voor Engeland mocht uitkomen op de World Cup of Darts van dat jaar.
In augustus won Cross de tweede World Series-titel uit zijn carrière. Tijdens de New Zealand Darts Masters versloeg hij Warren Parry , Johnny Tata en Gerwyn Price, waarmee hij een plek in de finale bemachtigde. Daarin stond hij aanvankelijk 2-5 achter, waarna hij alsnog met 8-7 langs Nathan Aspinall wist te gaan.
Nog diezelfde maand wist de Engelsman ook zijn derde World Series-toernooi te winnen. Tijdens de New South Wales Darts Masters was hij te sterk voor John Hurring, Danny Noppert en Peter Wright, waarop hij met een score van 8-1 Damon Heta wist te passeren in de finale.
Op de Grand Slam of Darts werd hij tweede in een groep met Michael van Gerwen, Martijn Kleermaker en Fallon Sherrock. Daardoor mocht hij doorstromen naar de knock-outfase, waarin hij Nathan Aspinall, Damon Heta en Stephen Bunting versloeg. In de finale bleek Luke Humphries met een uitslag van 16-8 te sterk. Cross' gemiddelde van 103.61 werd het hoogste moyenne van een verliezer in een Grand Slam-finale.

### 2025
Cross schreef de Dutch Darts Masters, gehouden in de Maaspoort te 's-Hertogenbosch, op zijn naam. In de finale passeerde hij Stephen Bunting.
Op de Nordic Darts Masters trof hij Bunting opnieuw in de finale. Ditmaal won Bunting.

## World Championship resultaten

### PDC
- 2018: Winnaar (gewonnen van Phil Taylor met 7-2)
- 2019: Laatste 16 (verloren van Luke Humphries met 2-4)
- 2020: Laatste 64 (verloren van Kim Huybrechts met 0-3)
- 2021: Laatste 64 (verloren van Dirk van Duijvenbode met 2-3)
- 2022: Laatste 16 (verloren van Gary Anderson met 3-4)
- 2023: Laatste 16 (verloren van Chris Dobey met 2-4)
- 2024: Halve finale (verloren van Luke Littler met 2-6)
- 2025: Laatste 64 (verloren van Scott Williams met 1-3)

## Resultaten op de World Matchplay
- 2017: Laatste 16 (verloren van Adrian Lewis met 8-11)
- 2018: Laatste 16 (verloren van Darren Webster met 8-11)
- 2019: Winnaar (gewonnen in de finale van Michael Smith met 18-15)
- 2020: Laatste 32 (verloren van Gabriel Clemens met 8-10)
- 2021: Laatste 16 (verloren van Callan Rydz met 8-11)
- 2022: Laatste 16 (verloren van José de Sousa met 8-11)
- 2023: Laatste 32 (verloren van Daryl Gurney met 10-12)
- 2024: Kwartfinale (verloren van Michael Smith met 7-16)
- 2025: Laatste 32 (verloren van Dirk van Duijvenbode met 8-10)

## Privé
Cross is getrouwd en heeft kinderen. Voordat hij professioneel darter werd, was Cross elektricien van beroep. Dit leverde hem zijn bijnaam Voltage op. 
In 2025 werd Cross schuldig bevonden aan belastingontduiking. Hij hield zo'n 450.000 pond achter voor de Engelse belastingdienst.